# Ägäisches Meer
Koordinaten: 39° 15′ 34″ N, 24° 57′ 9″ O
Das Ägäische Meer oder die Ägäis (altgriechisch ὁ Αἰγαῖος (πόντος) ho Aigaîos (póntos) (m. sg.), τὸ Αἰγαῖον (πέλαγος) tò Aigaîon (pélagos) (n. sg.), neugriechisch το Αιγαίο (Πέλαγος) to Egéo (Pélagos) (n. sg.), lateinisch Mare Aegaeum, Aegaeum Mare, Aegaeum, türkisch Ege Denizi, Ege, neuerdings auch türkisch Adalar Denizi „Meer der Inseln“) ist ein Nebenmeer des Mittelmeers.
Anrainerstaaten sind Griechenland und die Türkei. Die türkische Region Ege ist nach der Ägäis benannt.

## Lage

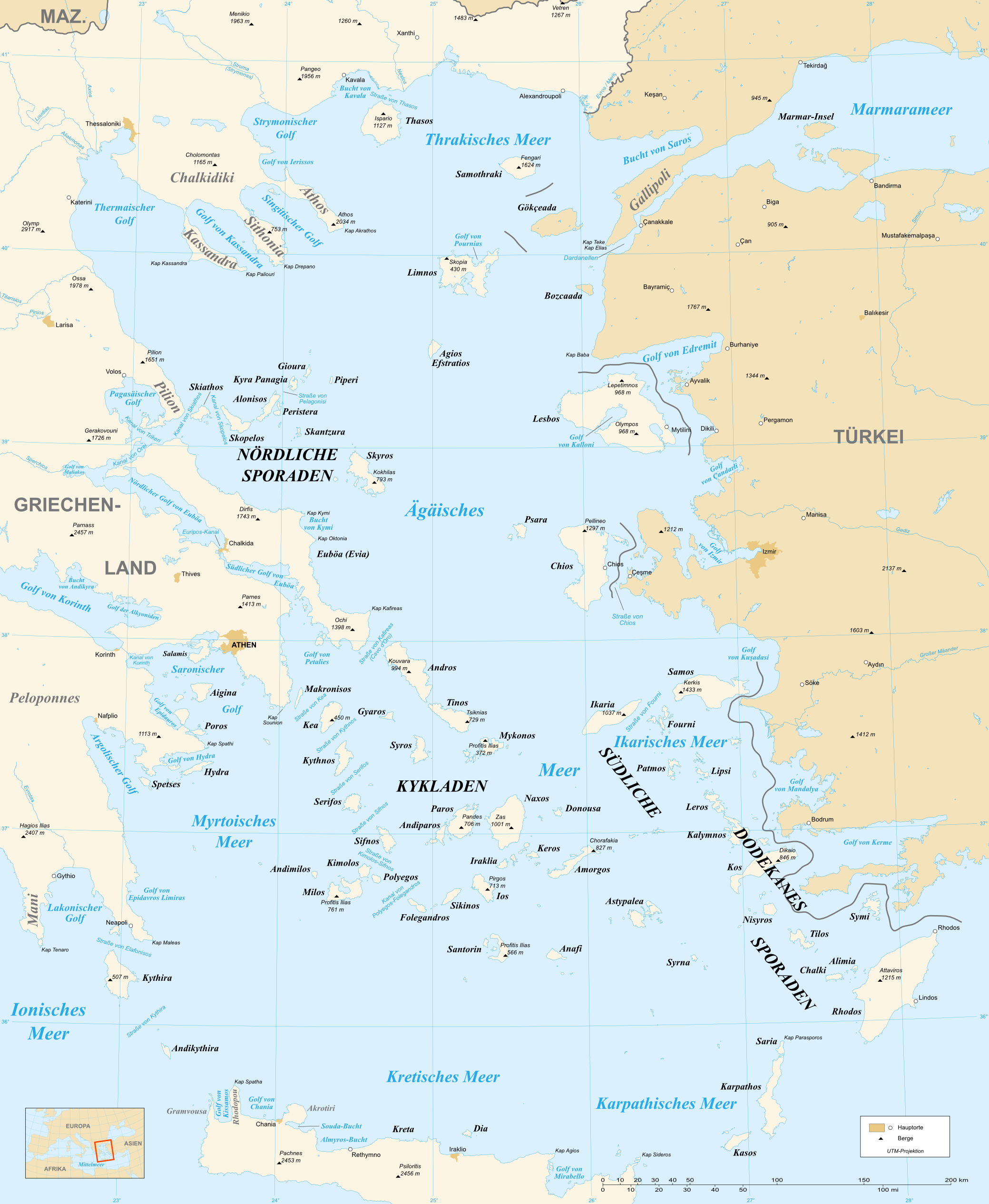
Landkarte des Ägäischen Meeres

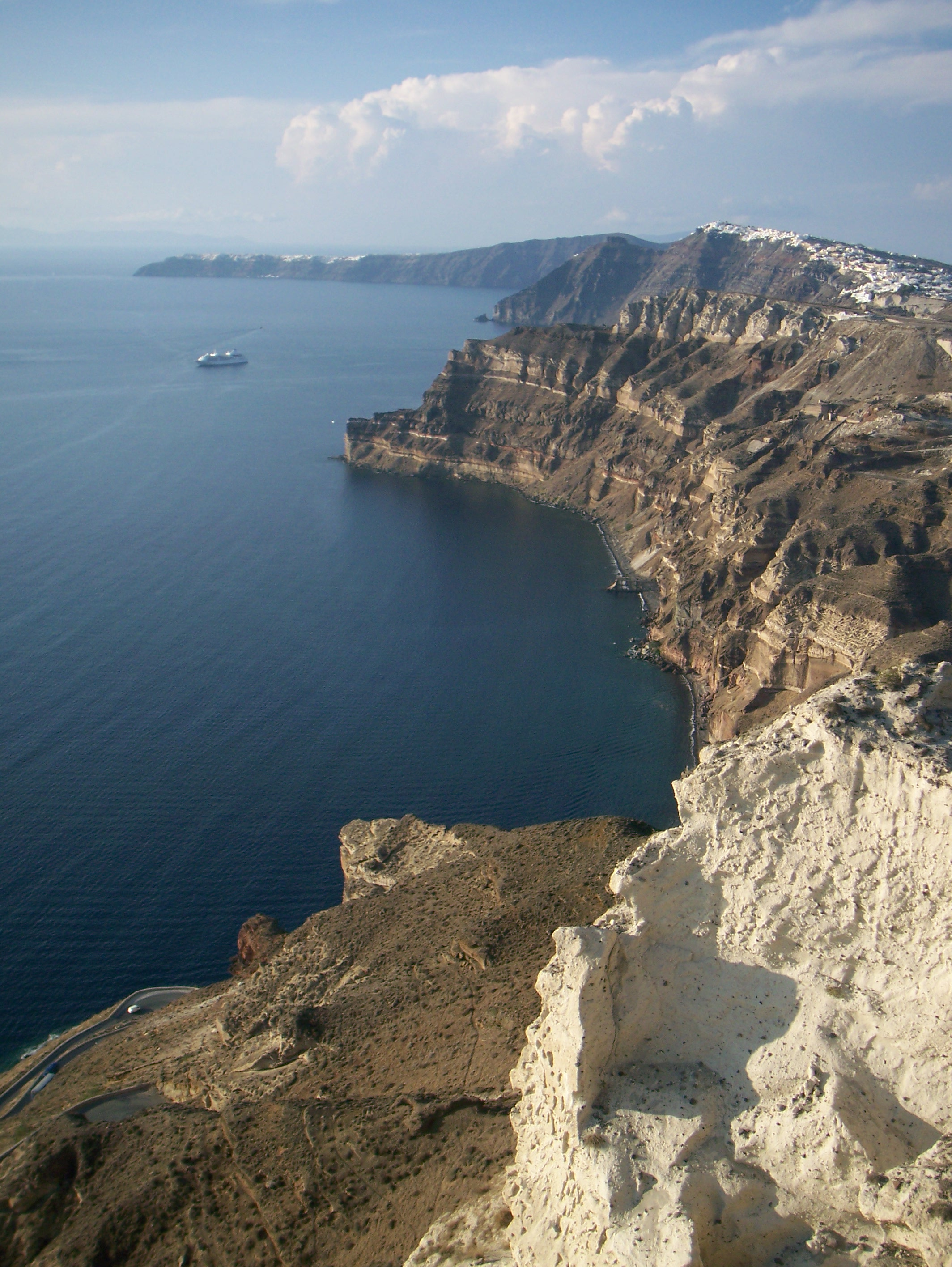
Felsenküste auf der griechischen Insel Santorin

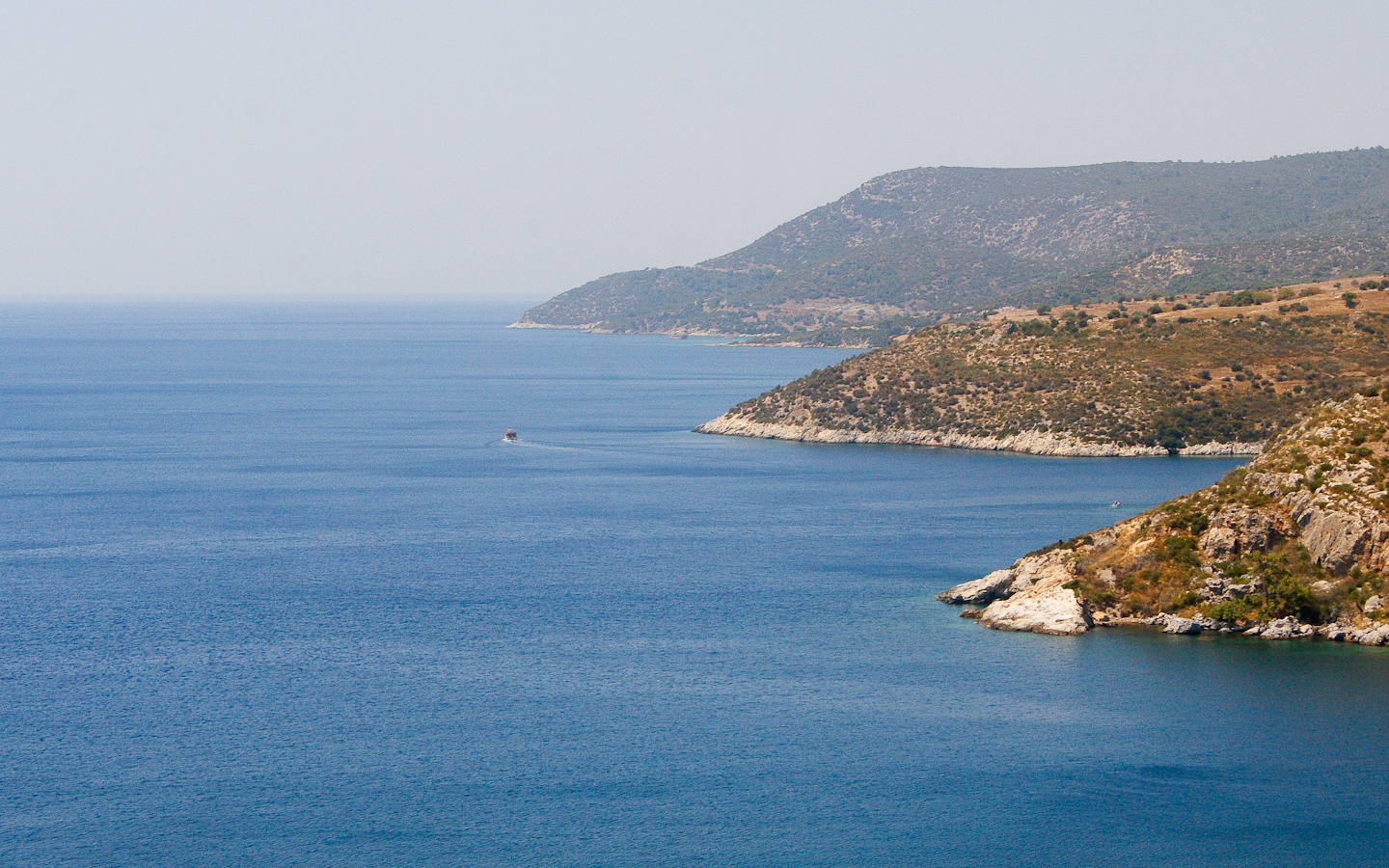
Küste der türkischen Stadt Izmir

Die Ägäis ist das nordöstliche Teilmeer des Mittelmeers. Im Westen und Norden wird es vom griechischen Festland und im Osten durch die kleinasiatische Küste der Türkei begrenzt. Der kretische Inselbogen mit den Inseln Kythira, Andikythira, Kreta, Kasos, Karpathos und Rhodos, der die Gebirgszüge der Peloponnes mit dem Taurusgebirge in der südwestlichen Türkei verbindet, bildet den südlichen Abschluss. Verbindung zum offenen Mittelmeer im Südosten (Levantisches Meer) und Südwesten (Libysches Meer) besteht über sechs Meerengen:
- Straße von Rhodos (Στενό της Ρόδου), Breite 17 km, Tiefe 350 m
- Straße von Karpathos (Στενό της Καρπάθου), Breite 43 km, Tiefe 850 m
- Straße von Kasos (Στενό της Κάσου) Breite 67 km, Tiefe 1000 m
- Straße von Andikythira (Στενό των Αντικυθήρων), Breite 32 km, Tiefe 700 m
- Straße von Kythira (Στενό των Κυθήρων), Breite 33 km, Tiefe 160 m
- Straße von Elafonissos (Στενό της Ελαφόνησου), Breite 11 km, Tiefe 180 m

Die Ägäis grenzt nicht direkt an das weiter südwestlich gelegene Ionische Meer, sondern ist davon durch den noch zum Libyschen Meer gehörenden Lakonischen Golf getrennt.
Im Nordosten besteht über die Dardanellen, das Marmarameer und den Bosporus eine Verbindung zum Schwarzen Meer.
Die maximale Ausdehnung beträgt von Norden nach Süden etwa 650 km und von Westen nach Osten 390 km. Bei einer Fläche von etwa 240.000 km² liegt der Anteil des Schelfs bei 5 %.

## Meeresteile
- Das Thrakische Meer liegt im Norden.
- Das Myrtoische Meer liegt zwischen den Kykladen und dem Peloponnes.
- Nördlich von Kreta liegt das Kretische Meer. Im Osten schließt sich das Karpathische Meer an.
- Das Ikarische Meer ist ein Teilmeer der Ägäis im Osten, zwischen den Inseln Chios und Kos.

## Name und Mythologie
Der Name wird mythisch von Aigeus, einem mythischen König von Athen, hergeleitet. Als sein Sohn Theseus nach Kreta zog, um Athen von den schmählichen Tributlieferungen an Kreta (alle neun Jahre sieben Jünglinge und ebenso viele Jungfrauen; s. auch Minotauros) zu befreien, versprach Theseus seinem Vater, bei seiner Rückkehr weiße statt der üblichen schwarzen Segel aufzuziehen, wenn er überlebt hatte. Bei seiner Ankunft auf Kreta begegnete Theseus Ariadne, der Tochter von König Minos. Er verliebte sich in sie und beide schmiedeten einen Plan, um den Minotaurus zu besiegen. Ariadne gab Theseus ein rotes Wollknäuel mit, mit dessen Hilfe er nach dem Sieg über den Minotauros den Rückweg aus dem Labyrinth finden sollte. Der Plan funktionierte. Theseus wollte Ariadne zur Heirat mit nach Athen nehmen, ließ sie bei einem Aufenthalt auf Naxos jedoch zurück, weil Dionysos ihm im Traum erschienen war und Anspruch auf Ariadne erhob. Über seinen Kummer vergaß Theseus, die weißen Segel setzen zu lassen. Als sein Vater Aigeus die schwarzen Segel am Horizont erblickte, dachte er, sein Sohn habe die Mission nicht überlebt. Er stürzte sich daraufhin die Klippe hinunter ins Meer, welches bis heute nach ihm benannt sein soll.
Daneben hat auch die Sprachwissenschaft Vermutungen aufgestellt. So könnte der Name sich von altgriechisch αἴξ aíx, deutsch ‚Ziege‘ (Genitiv αἰγός aigós) herleiten, woraus sich dann ein „Ziegenmeer“ ergäbe. Doch kann dasselbe Wort im Plural (αἶγες aíges) auch so viel wie „Wellen, Brandung“ bedeuten. Eine weitergehende Interpretation ist die Zurückführung von Aigaîon und aíx auf das Verb ἀΐσσω aḯsso, deutsch ‚heranstürmen, sich aufbäumen, stürzen, sich schnell bewegen‘. Demnach wäre die generell schwierige See des griechischen Binnenmeeres namensgebend.

## Geschichte
Die Ägäis gilt als Wiege zweier großer antiker Kulturen, der minoischen Kultur und der des antiken Griechenlands. Später herrschten in der Ägäis Perser, Römer, Byzantiner, Genuesen, Venezier sowie Osmanen.
Im Altertum waren die Ägäischen Inseln, unter denen Kreta, Euböa (Evia) und – mit einigem Abstand – Lesbos die größten sind, eine Quelle der kulturellen Entwicklung, man widmete sich besonders der Seefahrt, dem Handel und der Wissensvermittlung. Die Kombination verschiedener Kulturen der östlichen Mittelmeerregion wurde durch die geografischen Gegebenheiten begünstigt.

## Wetter
Die Winde der Ägäis zeichnen sich durch ihre Beständigkeit aus. Bei wolkenlosem Himmel wehen von Mai bis September oft stürmische nordöstliche, sehr trockene und warme Winde, die nach der altgriechischen Bezeichnung Etesien (griechisch ετησίες etisíes von altgriechisch ἐτησίαι etēsíai) genannt werden. Die neugriechische Bezeichnung ist μελτέμι Meltemi, abgeleitet von türkisch meltem ‚Seebrise, sanfter Wind‘. Entsprechend wird diese Ausprägung des mediterranen Klimatyps als Etesienklima bezeichnet. Ursache für diese beständige Luftströmung sind das Azorenhoch und das über dem asiatischen Festland lagernde Hitzetief. Böen und Fallwinde treten besonders an der kleinasiatischen Küste auf. Der Nordwind der Ägäis ist als griechisch βοριάς Voriás, von altgriechisch Boreas, bekannt. Im Norden der Ägäis sorgt der Vardáris (vom Flussnamen Vardar) genannte Wind für Kaltlufteinbrüche, die derart intensiv sein sollen, dass Teile der flachen Bucht von Thessaloniki gefrieren. Das Gefrieren der Meeresbucht von Thessaloniki durch Kaltluftmassen wird in verschiedenen Quellen aufgeführt, lässt sich aber schwer überprüfen. Das Wasservolumen der Bucht, der Salzgehalt des Meeres und die winterliche Wassertemperatur (im Januar im Durchschnitt rund 12 °C) lassen eine Eisschicht auf der Meeresoberfläche unwahrscheinlich erscheinen.

## Geographie

### Inseln
Die Ägäischen Inseln werden üblicherweise in sieben Gruppen eingeteilt (die große Insel Evia oder Euböa wird keiner dieser Gruppen zugerechnet):
- Kreta und die umliegenden kleinen Inseln
- die Kykladen
- die Nordägäischen Inseln (auch: Thrakische Inseln)
- die Nördlichen Sporaden
- die Ostägäischen Inseln
- die Saronischen Inseln
- die Südlichen Sporaden (umfassen u. a. die sogenannten Dodekanes-Inseln)

Nur die beiden nordägäischen Inseln Gökçeada (griechisch Ἴμβρος Ímbros) und Bozcaada (Τένεδος Ténedos) sowie wenige direkt vor der türkischen Küste gelegene Eilande gehören politisch zur Türkei. Alle übrigen Inseln gehören zu Griechenland.

### Flüsse
An der ägäischen Ostküste am türkischen Festland münden einige der größten Zuflüsse der Ägäis, darunter der Große und der Kleine Mäander. Weitere größere Flüsse fließen der Ägäis aus Nordgriechenland zu, darunter der Aliakmonas, der Vardar (der Axiós), die Struma (der Strymónas), der Nestos und die Mariza (der Évros).

## Griechisch-türkische Streitigkeiten in der Ägäis
Zwischen Griechenland und der Türkei gibt es eine Reihe von Meinungsverschiedenheiten in Bezug auf die Souveränität über die Ägäis. Die Streitpunkte betreffen im Wesentlichen:
- die Abgrenzung der Hoheitsgewässer,
- die Abgrenzung des nationalen Luftraums und des Fluginformationsgebietes,
- die Abgrenzung der ausschließlichen Wirtschaftszonen und die Nutzung des Kontinentalschelfes,
- die Frage des demilitarisierten Status einiger Inseln in der östlichen Ägäis (Limnos, Samothrake, Gökçeada, Bozcaada, Tavşan Adaları) sowie
- der Territorialstreit über die kleine unbewohnte Insel Imia/Kardak und die Insel Kastelorizo (siehe auch: Gasstreit im Mittelmeer).

Seit Jahrzehnten sind die Türkei und Griechenland in einen kostspieligen Rüstungswettlauf verwickelt. 1996 wäre es fast zu einem bewaffneten Konflikt zwischen den beiden NATO-Mitgliedsländern gekommen. Bei dem Konflikt geht es auch um vermutete Ölreserven in der Ägäis. Daneben geht es um die Abgrenzung der Hoheitsgewässer zwischen den beiden Staaten. Bislang gilt dabei die Sechs-Meilen-Zone für die Ägäis, während andere Grenzziehungen möglich sind.

Sechs-Meilen-Zone
Zehn-Meilen-Zone
Zwölf-Meilen-Zone

## Flüchtlingsthematik
- Pushback (Grenze)[6]